# 华湛恩
华湛恩（1788年—1853年），字孟超，号紫屏，江苏金匮县（今江苏省无锡市）人。贡生出身，曾任安徽太和县教谕、兵马司副指挥。著有《華氏天心正運》。

## 简介
早年拜师章仲山学习风水命理，亦受业于安吉，后与安吉之子安念祖共著《古韻溯源》。

## 著作
- 《天心正運》
- 《古韻溯源》
- 《後漢三公年表》
- 《憩遊偶考》
- 《天下形勢考》
- 《五代春秋志疑》
- 《錫金志外》（道光版）
- 《防江形勢考》
- 《防海形勢考》

## 家庭
父亲，華文標，貴州平遠州知州。